# ニュージーランド総督
ニュージーランド総督（ニュージーランドそうとく、英: Governor-General of New Zealand、マオリ語: Te Kawana Tianara o Aotearoa）は、ニュージーランド王国の総督。ニュージーランドの1986年憲法法(Constitution Act 1986)では、第二条において、総督はニュージーランドの国家元首であるニュージーランド国王（イギリス国王）によって任命され、その代理を務めるとある。このため、事実上の国家元首としても扱われる。1841年にウィリアム・ホブソンが副総督として任命されたことが始まりである。1917年以降は現在の職名(Governor-General)を採用している。

## 任命
ニュージーランドの首相に指名され、ニュージーランド国王に任命された人物が総督に就任する。
総督任期は明文化されておらず、慣例法で最低5年とされている。過去には5年を超える任期を務めた総督も存在するが、通例5年で任期満了を迎える。

## 職務
ニュージーランド総督には立憲君主（ニュージーランド国王の代理）としての職務、祭礼・儀礼の職務、地域社会への職務がある。
また、ニュージーランドと自由連合関係にあるニウエの総督も兼任している。ただし、同じく自由連合関係にあるクック諸島においては国王名代がその職務を行う。
ニュージーランド国王の代理人として議会や首相に対しての権限を有し、祭礼・儀礼上の職務として公式行事、式典出席、海外からの来賓との接見、海外訪問などを行う。
地域社会への職務として、学校訪問、ニュージーランド国内で催される年間約400のスポーツ、芸術、文化行事への出席がある。

## 総督として有する権限・官職
- 議会の解散権
- 内閣の任命権
- 内閣の解散権
- 首相の任免権
- 首相による選挙公示の謝絶権
- 法制定同意への謝絶権

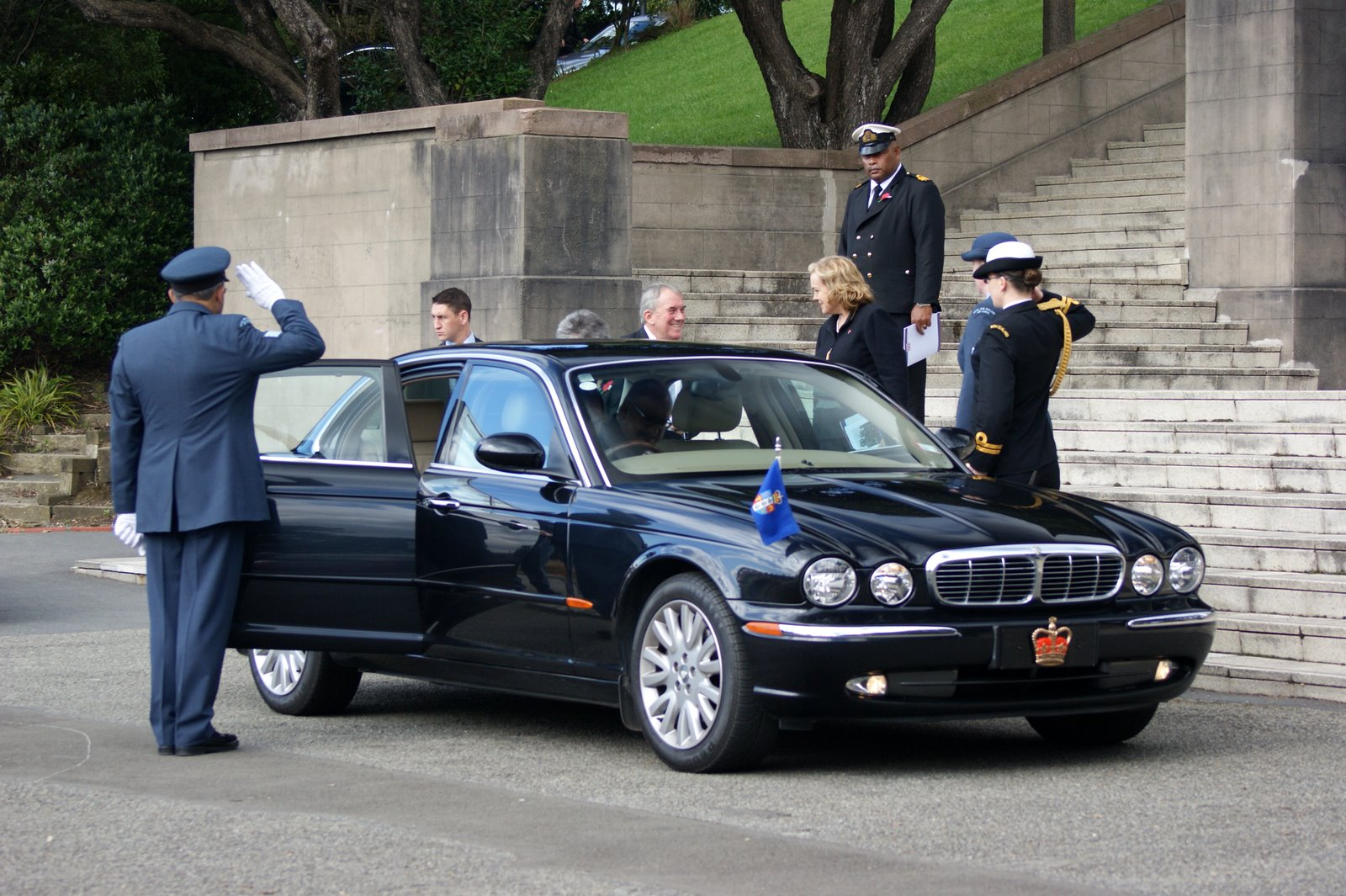
総督専用公用車（ジャガー・XJ特別仕様車）。公務での使用時には総督紋章をナンバープレートとして使用する。

- 恩赦及び再審に関する権限(Royal prerogative of mercy)[7]
- 国防軍最高司令官(Commander-in-Chief)[8]

立憲君主制のニュージーランドでは議会が立法権を持ち、首相と内閣府が実質的な行政権を持つため、ニュージーランド国王またはニュージーランド総督が政治に直接関与することはできない。

## 総督の解任権
ニュージーランドの首相はニュージーランド総督を解任できる解任請求権を持つ。
ニュージーランド国王はニュージーランド首相の解任請求権により、ニュージーランド総督の解任手続きを取ることができるが、ニュージーランド総督が解任された実例は存在しない。

## 総督公邸

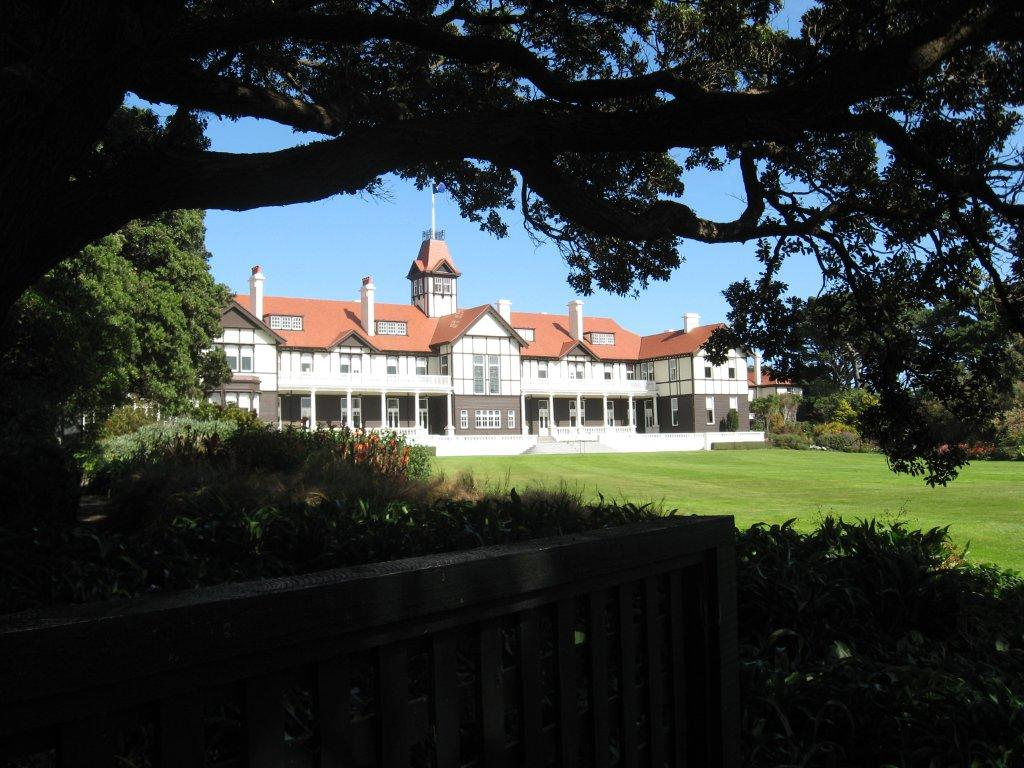
総督の住まいであるウェリントンの政府総督公邸

総督の住まいはウェリントンニュータウン地区に所在する政府総督公邸。旧首都にしてニュージーランド最大都市のオークランドにも公邸を持ち、ニュージーランド国王（イギリス国王と同一人物）訪問時には宿舎として使用される。